# Gonzalez
|  | Per a altres significats, vegeu «González». |

Gonzalez és una concentració de població designada pel cens dels Estats Units a l'estat de Florida. Segons el cens del 2000 tenia 11.365 habitants.

## Demografia
Segons el cens del 2000, Gonzalez tenia 11.365 habitants, 4.086 habitatges, i 3.309 famílies. La densitat de població era de 287 habitants/km².
Dels 4.086 habitatges en un 40% hi vivien nens de menys de 18 anys, en un 68,3% hi vivien parelles casades, en un 9,7% dones solteres, i en un 19% no eren unitats familiars. En el 15,2% dels habitatges hi vivien persones soles el 5% de les quals corresponia a persones de 65 anys o més que vivien soles. El nombre mitjà de persones vivint en cada habitatge era de 2,78 i el nombre mitjà de persones que vivien en cada família era de 3,09.
Per edats la població es repartia de la següent manera: un 28,5% tenia menys de 18 anys, un 7,3% entre 18 i 24, un 30,1% entre 25 i 44, un 25,3% de 45 a 60 i un 8,9% 65 anys o més.
L'edat mediana era de 37 anys. Per cada 100 dones de 18 o més anys hi havia 93,3 homes.
La renda mediana per habitatge era de 50.134 $ i la renda mediana per família de 55.643 $. Els homes tenien una renda mediana de 38.819 $ mentre que les dones 26.018 $. La renda per capita de la població era de 21.268 $. Entorn del 7,5% de les famílies i el 8% de la població estaven per davall del llindar de pobresa.

## Poblacions més properes
El següent diagrama mostra les poblacions més properes.